# Глод (Алба)
Глод (рум. Glod) — село у повіті Алба в Румунії. Входить до складу комуни Алмашу-Маре.
Село розташоване на відстані 292 км на північний захід від Бухареста, 32 км на захід від Алба-Юлії, 86 км на південний захід від Клуж-Напоки.

## Населення
За даними перепису населення 2002 року у селі проживали 223 особи, усі — румуни. Усі жителі села рідною мовою назвали румунську.